# Дриженко, Иван Алексеевич
Иван Алексеевич Дриженко (1916—1973) — подполковник Советской Армии, участник Великой Отечественной войны, Герой Советского Союза (1943).

## Биография
Иван Дриженко родился 6 апреля 1916 года в крестьянской семье села Олянино (ныне — Каменский район Черкасской области Украины).  
В 1937 году окончил рабфак при Черниговском педагогическом институте, после чего работал учителем. В декабре 1939 года Дриженко был призван на службу в Рабоче-крестьянскую Красную Армию. С 1942 года — на фронтах Великой Отечественной войны. К сентябрю 1943 года старший лейтенант Иван Дриженко командовал сапёрной ротой 126-го отдельного инженерно-сапёрного батальона 8-й инженерно-сапёрной бригады 7-й гвардейской армии Степного фронта. 
Отличился во время Битвы за Днепр. В ночь с 24 на 25 сентября 1943 года Дриженко со своей ротой успешно обеспечил переправу передовых подразделений 7-й гвардейской армии в районе села Бородаевка Верхнеднепровского района Днепропетровской области Украинской ССР. Действия Дриженко и его роты способствовали успешному захвату плацдарма на западном берегу Днепра.
Указом Президиума Верховного Совета СССР от 26 октября 1943 года за «образцовое выполнение боевых заданий командования на фронте борьбы с немецкими захватчиками и проявленные при этом мужество и героизм» старший лейтенант Иван Дриженко был удостоен высокого звания Героя Советского Союза с вручением ордена Ленина и медали «Золотая Звезда» за номером 1506.
После окончания войны Дриженко И. А. продолжил службу в Советской Армии. В 1946 году он окончил Высшие академические курсы при Военной инженерной академии. Уволен в запас армии в 1961 году в звании подполковника. Проживал в посёлке Пески Коломенского района Московской области РСФСР.
Умер 27 марта 1973 года, похоронен на кладбище села Черкизово Коломенского района Московской области .

## Награды
- Медаль «Золотая Звезда» Героя Советского Союза;
- орден Ленина;
- орден Отечественной войны 1-й степени;
- три ордена Красной Звезды;
- медали[1].